# エバレット (ワシントン州)
エバレット（Everett）は、アメリカ合衆国ワシントン州の都市である。スノホミッシュ郡の郡庁所在地。人口は11万629人（2020年国勢調査）。シアトルの北40Kmに位置している。

## 歴史
1890年にチャールズ・コルビとコルゲート・ホイトらによって興された。エバレットの名はチャールズ・コルビの息子にちなんで名付けられた。グレートノーザン鉄道が開通した年の1893年5月4日に支庁となった。

## 地理
エバレットは北緯47度57分48秒、西経122度12分2秒 (47.963434, -122.200527)に位置している。
アメリカ合衆国統計局によると、この都市は総面積123.4 km2 (47.7 mi2) である。このうち84.2 km2 (32.5 mi2) が陸地で39.2 km2 (15.1 mi2) が水地域である。総面積の31.79%が水地域となっている。

## 交通
エバレット駅は、サウンダー通勤鉄道の北のターミナル駅であり、シアトル・キングストリート駅行きの通勤列車が発着する。アムトラックの長距離列車も停車するため便利な駅である。

## 産業

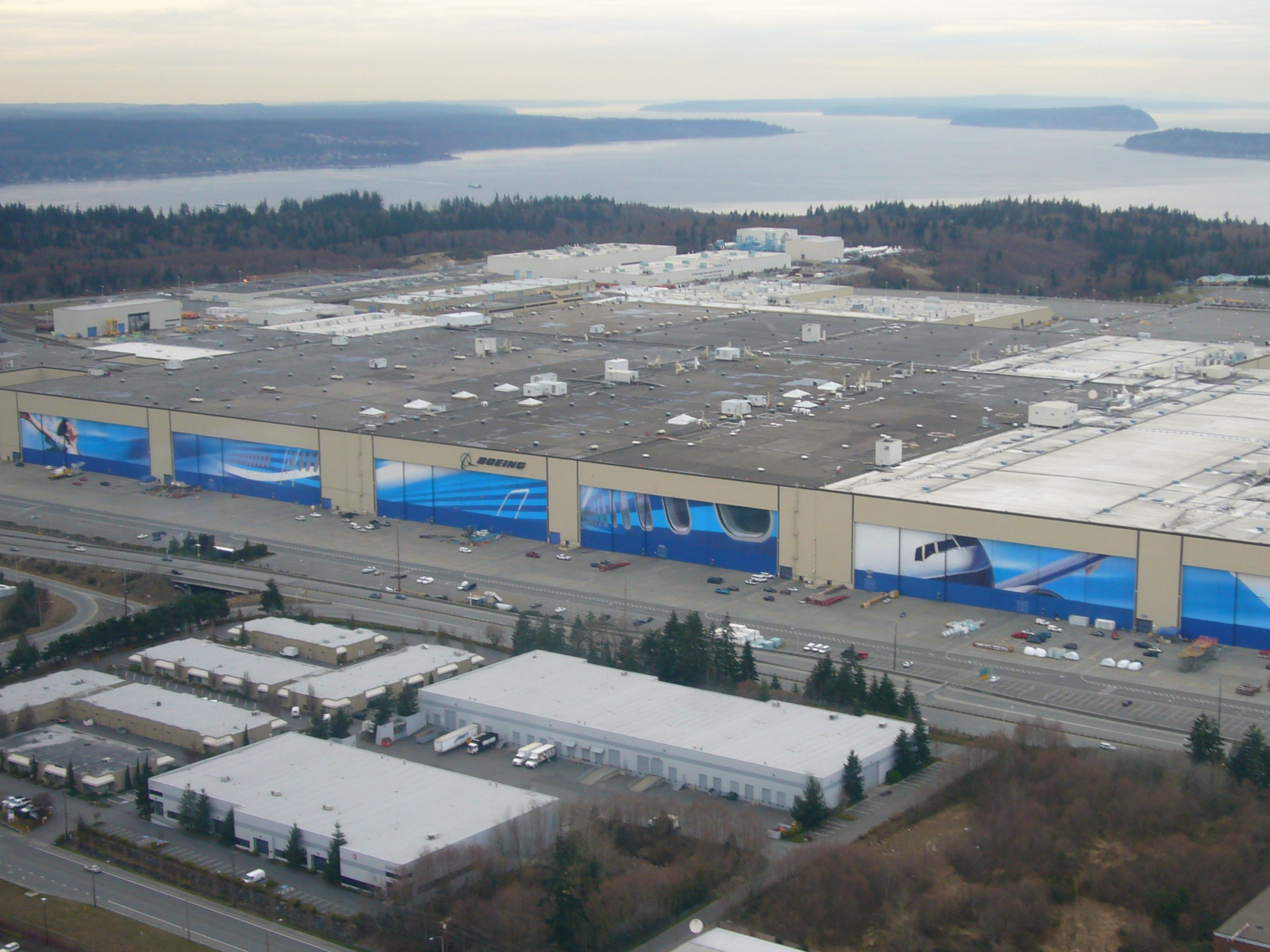
ボーイング社のエバレット工場

ボーイング社が大型民間旅客機の主力組立工場（エバレット工場）を置いている。
周辺にはボーイングに部品を供給する下請け企業が集まる企業城下町でもある。
ボーイングには約150社の日本企業も部品を供給しており、エバレット工場にB787型機の主要部品を届ける為、ボーイング社の特別改造貨物機（ドリームリフター）が愛知県で製造される主翼などを乗せ、中部国際空港とワシントン州との間を頻繁に往復飛行している。

## 観光
- フライング・ヘリテージ・コレクション（私立航空博物館）

## スポーツチーム
- エバレット・シルバーテップス（WHL、ホッケー）
- エバレット・アクアソックス（NWL、野球）

## 姉妹都市
- ソヴィエツカヤ・ガヴァニ
- 宮城県石巻市
- 山口県岩国市